# Egy másik asszony
Az Egy másik asszony (eredeti cím: Another Woman) 1988-ban bemutatott amerikai filmdráma, melyet Woody Allen írt és rendezett. A főbb szerepekben Gena Rowlands, Ian Holm, Mia Farrow és Blythe Danner látható.

## Rövid történet
Egy filozófiaprofesszor véletlenül hallja egy idegen magánelemzését és rájön arra, hogy a nő sajnálata és szenvedése valami személyeset ébreszt benne.

## Szereplők
| Színész            | Szerep               | Magyar hang        | Magyar hang        |
| Színész            | Szerep               | 1. szinkron        | 2. szinkron        |
| ------------------ | -------------------- | ------------------ | ------------------ |
| Gena Rowlands      | Marion Post          | Tímár Éva          | Tímár Éva          |
| Ian Holm           | Ken Post             | Izsóf Vilmos       | Végvári Tamás      |
| Mia Farrow         | Hope                 | Ábrahám Edit       | Kovács Nóra        |
| Blythe Danner      | Lydia                | Bánfalvy Ágnes     | Básti Juli         |
| Betty Buckley      | Kathy                | Menszátor Magdolna | Menszátor Magdolna |
| John Houseman      | Marion apja          | Benkő Gyula        |                    |
| Sandy Dennis       | Claire               | Csűrös Karola      |                    |
| Frances Conroy     | Lynn                 |                    |                    |
| Philip Bosco       | Sam                  | Melis Gábor        |                    |
| Martha Plimpton    | Laura                | Roatis Andrea      |                    |
| Harris Yulin       | Paul                 | Papp János         |                    |
| Gene Hackman       | Larry Lewis          | Szersén Gyula      | Helyey László      |
| David Ogden Stiers | Marion apja fiatalon | Benkő Gyula        |                    |

## Fogadtatás
A film megosztotta a közönséget és a kritikusokat egyaránt. A Rotten Tomatoes oldalán 64%-os értékelést ért el, 25 kritika alapján.
A The Daily Telegraph kritikusa, Tim Robey "Allen egyik legrövidebb, legkevésbé humoros és egyik legjobb filmjének" nevezte. Roger Ebert a maximális négy csillaggal értékelte. A Variety szintén pozitívan értékelte.
A The New York Times kritikusa, Vincent Canby azonban kritikusabb volt a filmmel kapcsolatban.
A Time Out magazin Woody Allen-filmjeivel kapcsolatos a 13. helyet szerezte meg, Az Entertainment Weekly kritikusának, Chris Nashawaty-nak a listáján a 19. lett a film. a Daily Telegraph kritikusai, Robbie Collin és Tim Robey Allen 4. legjobb filmjének nevezték.